# La terribile armata
La terribile armata (Emil und die Detektive) è un film del 1931 diretto da Gerhard Lamprecht, tratto dal romanzo Emil e i detective di Erich Kästner.
Circa 2.500 bambini tedeschi concorrono per una parte nel film, basato sul popolarissimo omonimo romanzo pubblicato da Erich Kästner nel 1929. Alla fine ad essere scelti per i ruoli principali saranno Rolf Wenkhaus, Inge Landgut, Hans Joachim Schaufuß, Hans Richter, Hans Löhr e Martin Rickelt.
Ben tre di loro moriranno in combattimento nel corso della seconda guerra mondiale: Rolf Wenkhaus, Hans Joachim Schaufuß e Hans Löhr. I superstiti (Inge Landgut, Hans Richter e Martin Rickelt) avranno tutti una lunga carriera di attori al cinema e alla televisione.

## Trama
A Berlino, dalla campagna, arriva Emil (in alcune copie il nome è Max). Scende dal treno dopo esser stato derubato di tutti i risparmi che gli aveva consegnato sua zia, centoquaranta marchi che il giovane avrebbe dovuto portare alla nonna. Sulle tracce del ladro, Emil incontra un altro ragazzo con cui fa amicizia e che lo aiuta nella sua ricerca coinvolgendo tutti i bambini del quartiere. La banda di ragazzi riesce a mettere in trappola il ladro, un rapinatore su cui pende una taglia, e a consegnarlo alla polizia. Emil, incassati i mille marchi del premio, torna orgoglioso dalla zia.

## Produzione
Il film fu prodotto dall'Universum Film (UFA).

## Distribuzione
Distribuito dall'Universum Film (UFA), fu presentato in prima a Berlino il 2 dicembre 1931. Uscì anche negli Stati Uniti, proiettato a New York il 18 dicembre dello stesso anno, distribuito in originale senza sottotitoli dall'UFA Film Company. La distribuzione italiana fu curata dalla SASP, Società Anonima Stefano Pittaluga, con il commento musicale del maestro Rosacio Licciardello.